# Léon Émile Marie Prosper Jacques Vrignaud
Léon Émile Marie Prosper Jacques Vrignaud (* 7. Mai 1904 in Les Montils; † 24. März 1979 in Marseille) war ein französischer Politiker und Resident Frankreichs auf Wallis und Futuna. Dieses Amt führte er vom 4. Juli 1940 bis zum 27. Mai 1942 aus, wobei er sich freiwillig dem vichytreuen Generalgouverneur von Französisch-Indochina anstatt dem de-Gaulle-treuen Gouverneur von Neukaledonien unterstellte. Damit war Wallis und Futuna eine Kolonie, die nicht wie die Mehrzahl zu dem Freien Frankreich unter de Gaulle gehörte.